# مدرسة كوليلي الثانوية العسكرية
مدرسة كوليلي الثانوية العسكرية (بالتركية: Kuleli Askerî Lisesi)‏، هي مدرسة ثانوية عسكرية في تركيا، تأسس المدرسة بتاريخ 21 سبتمبر 1845، وكان ذلك في عهد السلطان عبد المجيد الأول، وكانت مقرها في مدينة إسطنبول، أغلقت المدرسة سنة 2016، وذلك في اعقاب المحاولة الإنقلابية الفاشلة، وتحويلها إلى متحف.